# معادلة بولتزمان

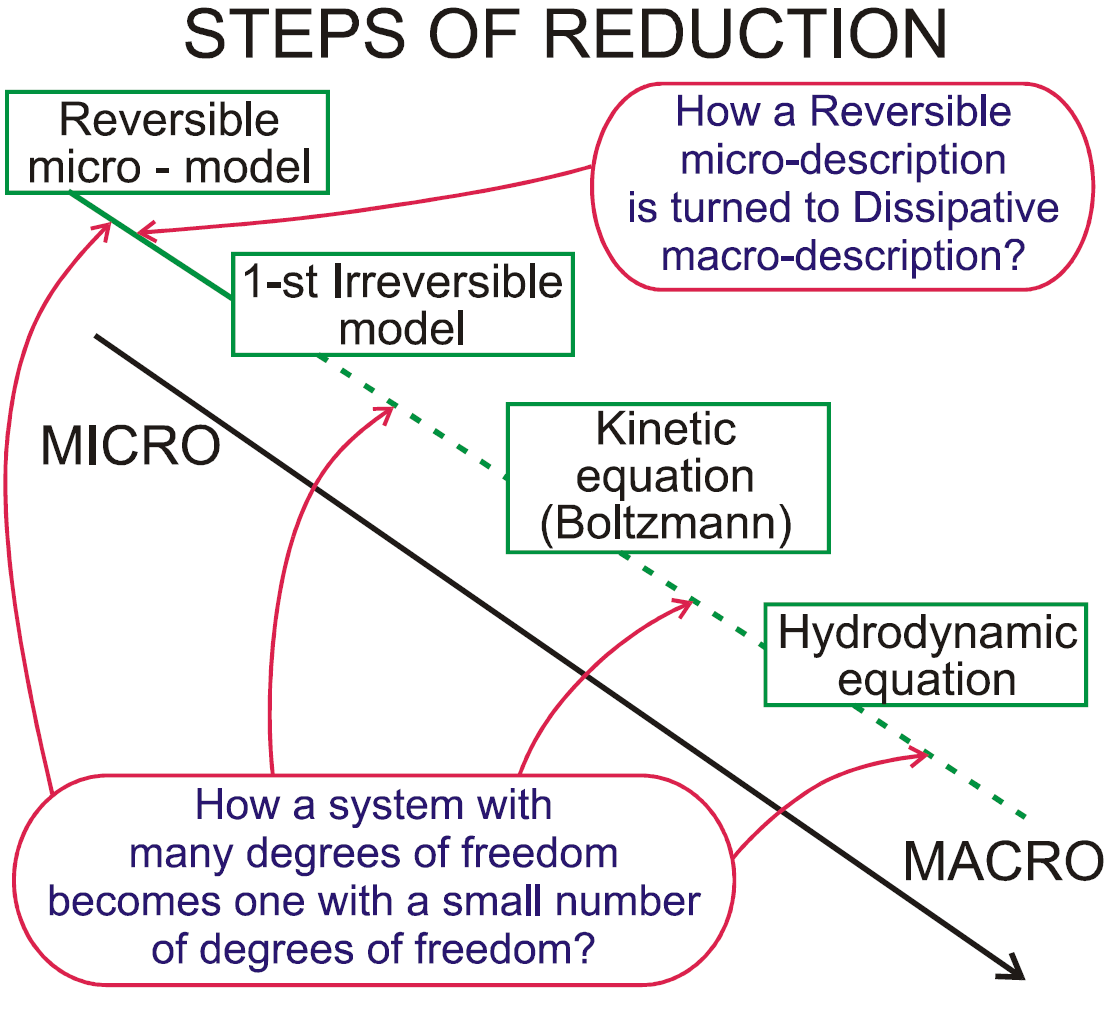

تصف معادلة بولتزمان أو معادلة نقل بولتزمان، السلوك الإحصائي لنظام ديناميكي حراري ليس في حالة اتزان، أنشأها لودفيغ بولتزمان عام 1872. المثال الكلاسيكي لمثل هذا النظام هو سائل ذو تدرجات حرارية تؤدي إلى انتقال الحرارة من المناطق الأسخن إلى المناطق الأبرد عن طريق الانتقال العشوائي والمتحيز للجسيمات التي تكوّن السائل. غالبًا ما يستخدم مصطلح معادلة بولتزمان في الكتابات الحديثة بمعنىً أكثر شمولية إشارة لأي معادلة حركية تصف التغير في كمية ماكروسكوبية في نظام ديناميكي حراري مثل الطاقة والشحنة وعدد الجسيمات.
لا تنشأ المعادلة من خلال تحليل الموقع والزخم الفرديين لكل جسيم في السائل، ولكن عن طريق التفكير في التوزيع الاحتمالي لموقع وزخم الجسيم النموذجي -أي احتمال أن يحتل الجسيم مساحة معينة صغيرة جدًا من الفراغ (عنصر الحجم رياضيًا d3r ) المتمركز في الموقع r، ويساوي زخمه تقريبًا متجهًا معينًا للزخم p (ولهذا يشغل منطقة صغيرة للغاية من فضاء الزخم d3p)، في لحظة من الزمن.
يمكن استخدام معادلة بولتزمان لتحديد كيف تتغير الكميات الفيزيائية مثل الطاقة الحرارية والزخم، عندما يكون السائل في حالة انتقال، يمكن للمرء أن يشتق خصائص أخرى مميزة للسوائل مثل اللزوجة والتوصيل الحراري والتوصيل الكهربي (عن طريق معاملة الجسيمات حاملة الشحنة في مادة ما معاملة الغاز).
هذه المعادلة هي معادلة لاخطية تكاملية اشتقاقية، والدالة غير المعرفة في المعادلة هي دالة كثافة الاحتمال في فضاء سداسي الأبعاد لموقع وزخم الجسيم. ما زالت مشكلة وجود المحاليل وتفردها غير محلولة بالكامل، لكن هناك بعض النتائج الحديثة الواعدة إلى حد ما.

## نظرة عامة

### الفضاء الطوري ودالة الكثافة
يسمى مجموع كل المواقع الممكنة وكميات الحركة بالفضاء الطوري للنظام، أي مجموعة مكونة من ثلاثة إحداثيات لكل موقع إحداثي x,y,z بالإضافة إلى ثلاثة آخرى لكل مكون للزخم. فيكون الفضاء الكلي سداسي الأبعاد. تكون النقطة في هذا الفضاء (r, p) = (x, y, z, px, py, pz)، ويصبح الزمن وسيطًا لكل إحداثي. يكتب الحجم الصغير (عنصر الحجم الاشتقاقي).
{\displaystyle {\text{d}}^{3}\mathbf {r} \,{\text{d}}^{3}\mathbf {p} ={\text{d}}x\,{\text{d}}y\,{\text{d}}z\,{\text{d}}p_{x}\,{\text{d}}p_{y}\,{\text{d}}p_{z}.}
نظرًا لأن موضع التساؤل هو احتمال بأن يكون لعدد n من الجزيئات r وp  في  d3r d3p، يوجد في لب المعادلة الكمية f التي تعطي هذه الاحتمالية لكل وحدة حجم الفضاء الطوري، أو الاحتمال لكل وحدة طول مكعبة لكل وحدة زخم مكعبة، في لحظة زمنية. t  وهي دالة الكثافة الاحتمالية:  f(r, p, t) التي تُعرف بحيث:
{\displaystyle {\text{d}}N=f(\mathbf {r} ,\mathbf {p} ,t)\,{\text{d}}^{3}\mathbf {r} \,{\text{d}}^{3}\mathbf {p} }
هو عدد الجزيئات التي تقع مواقعها كلها في عنصر حجم d3r  عن r وزخم يقع في عنصر فضاء الزخم  d3pعن p في زمن  .tيعطي التكامل لمنطقة من فضاء الموقع وفضاء الزخم العددَ الكلي للجسيمات التي يوجد موقعها وزخمها في هذه المنطقة:
{\displaystyle {\begin{aligned}N&=\int \limits _{\mathrm {momenta} }{\text{d}}^{3}\mathbf {p} \int \limits _{\mathrm {positions} }{\text{d}}^{3}\mathbf {r} \,f(\mathbf {r} ,\mathbf {p} ,t)\\[5pt]&=\iiint \limits _{\mathrm {momenta} }\quad \iiint \limits _{\mathrm {positions} }f(x,y,z,p_{x},p_{y},p_{z},t)\,{\text{d}}x\,{\text{d}}y\,{\text{d}}z\,{\text{d}}p_{x}\,{\text{d}}p_{y}\,{\text{d}}p_{z}\end{aligned}}}
وهو تكامل سداسي الأمثال، بينما ترتبط f بعدد الجسيمات، ومساحة الطور مخصصة لجسيم واحد (ليس لجميعها، وهو ما يحدث عادة في الأنظمة الحتمية للأجسام المتعددة) لأن ما نبحث عنه هو r واحد وp واحد. ليس جزءًا من التحليل أن نستخدم r1, p1 للجسيم 1 وr2, p2 للجسيم 2 وهكذا، حتى نصل إلى  rN, pN لـ n من الجسيمات.
من المفترض أن تكون الجسيمات في النظام متطابقة (بحيث يكون لكل منها كتلة مطابقة.(m لمزيج من أكثر من نوع كيميائي واحد، من الضروري توزيع واحد لكل منها.

### العبارة الرئيسية
يمكن كتابة المعادلة العامة على الشكل التالي:
{\displaystyle {\frac {df}{dt}}=\left({\frac {\partial f}{\partial t}}\right)_{\text{force}}+\left({\frac {\partial f}{\partial t}}\right)_{\text{diff}}+\left({\frac {\partial f}{\partial t}}\right)_{\text{coll}},}
بينما يتوافق مصطلح «force» مع القوى التي تمارس على الجسيمات بسبب تأثير خارجي (وليس بواسطة الجسيمات نفسها)، يمثل المصطلح «diff» انتشار الجسيمات، و«coll» هو مصطلح الاصطدام -حساب القوى التي توجد بين الجسيمات في الاصطدامات.
يستخدم بعض المؤلفين سرعة الجسيم v بدلًا من الزخمp ؛ فهي مرتبطة بتعريف الزخم p = mv.